# كريس ليما
كريس ليما (بالإنجليزية: Chris Lema)‏ هو لاعب كرة قدم أمريكي في مركز الوسط، ولد في 5 أغسطس 1996 في Ridgefield, New Jersey ‏ في الولايات المتحدة. لعب مع نيو يورك ريد بولز 2 ونيويورك ريد بولز.

## وصلات خارجية
- كريس ليما على موقع الدوري الأمريكي (الإنجليزية)
- كريس ليما على موقع قاعدة بيانات كرة القدم.إي يو (الإنجليزية)
- كريس ليما على موقع Soccerway.com (الإنجليزية)
- كريس ليما على موقع عالم كرة القدم.نت (الإنجليزية)